# موریس ایتال
موریس ایتال (Morris Ital) خودرویی است که در سال‌های ۱۹۸۰ تا ۱۹۸۴ (و ۱۹۹۸–۹۹ در چین) در ستوبال تولید شده‌است.
این خودرو در کلاس خودرو سایز متوسط قرار گرفته، است.